# Akşehir
Akșehir este un oraș din Turcia.